# Tafara
Der Tafara ist ein Fluss in der Gemeinde Cova Lima (Osttimor), der ganzjährig Wasser führt.

## Verlauf
Der nördlichste Ursprung ist der Apatopol, der im Suco Holpilat entspringt. Er folgt der Grenze zwischen den Sucos Holpilat und Taroman, dann der Grenze zwischen Dato Tolu und Ogues, wo von beiden Seiten Zuflüsse auf den Apatopol treffen. Ab hier heißt der Fluss Asaematen. Weiter im Süden trennt er nun die Sucos Debos und Fohoren, bis der Maubui auf ihn trifft. Ab hier wird der Fluss Tafara genannt.
Der Maubui kommt aus dem Westen. Er entspringt im Suco Nanu und fließt dann nach Osten durch Nanu. Dann bildet der Maubui die Grenze zwischen Dato Rua und Fohoren im Norden und Beiseuc (ehemals Foholulik) und Lalawa im Süden.
In Belulic Leten entspringt der Masai, der zunächst nach Osten fließt und dann die Sucos Nanu und Fatumea trennt. Dann schwenkt der Fluss nach Süden und bildet die Westgrenze von Nanu zum Suco Dato Rua, bis er schließlich den Maubui erreicht. Im Grenzgebiet zwischen den Sucos Dato Rua und Fohoren entspringt der Bora, der entlang der Grenze nach Süden fließt und dann in den Maubui mündet. Aus Beiseuc kommt der Kalao, der ebenfalls in den Maubui fließt. Von Fohoren kommend mündet der Nanamauk in den Maubui. Der Nanamauk entspringt im Suco Dato Tolu.
Der Tafara bildet zunächst die Grenze zwischen den Sucos Lalawa und Debos und schwenkt dann nach Südosten, wo er die Grenze zwischen Debos und Suai Loro im Norden und Maudemo und Casabauc im Süden bildet, bis er schließlich am Kap Tafara in die Timorsee mündet.